# José Enrique Camacho
José Enrique Camacho (Manzanares, Ciudad Real, 1938 - Madrid, 1991) fue un actor español.

## Biografía
Siendo joven se instaló en Madrid, donde estudió en la Real Escuela Superior de Arte Dramático. Al diplomarse, consiguió junto a la actriz Amparo Pamplona el Premio "Matilde Rodríguez" fallado el 11 de marzo de 1967. Sus primeros pasos profesionales los da en el mundo del teatro. En octubre de 1967 ponía en escena sendas piezas de Bertolt Brecht en el Teatro Beatriz de Madrid y un año más tarde coincidía con Antonio Iranzo y Charo Soriano a las órdenes de Adolfo Marsillach en Ejecución y asesinato de Juan Pablo Marat. En 1970 actuaba sobre el escenario del Teatro Español junto a Lola Gaos y Beatriz Carvajal en El cuento de las naranjas dulces, Gustavo Coto. Seguirían, entre otras, Un cero a la izquierda (1978), de Elou Herrera y Proceso a Besteiro (1985), de Manuel Canseco (1985)
Desde mediados de la década de 1970 intervino con cierta asiduidad en espacios de televisión, coincidiendo su etapa de mayor popularidad con la emisión por Televisión española del programa infantil Barrio Sésamo (1983-1986), en el que se encargó de dar vida a Antonio, esposo de Matilde (Luz Olier) y padre de Ruth y Roberto (Ruth Gabriel y Roberto Mayor).
Su paso por el cine fue casi testimonial pues rodó tan solo seis películas.
Falleció a causa de una larga enfermedad.

## Filmografía
- Solo o en compañía de otros (1991)
- El Lute (camina o revienta) (1987)
- Tiempo de silencio (1986)
- Crimen en familia (1985)
- Cuando los maridos se iban a la guerra (1976)
- Flor de santidad (1973)

## Trayectoria en TV
- Barrio Sésamo (1983-1988)
- La huella del crimen
  - El crimen del Capitán Sánchez (19 de abril de 1985)
- Ramón y Cajal
  - Cajal en Cuba (16 de febrero de 1982)
- Mujeres insólitas
  - La viuda roja (22 de marzo de 1977)
- Novela
  - La hija del mar (9 de febrero de 1976)
  - El hombre de los aplausos (10 de enero de 1977)
- Silencio, estrenamos
  - 14 de agosto de 1974
- Estudio 1
  - Al César lo que es del César (26 de octubre de 1973)
  - La dama duende (14 de febrero de 1979)
  - Rosas de otoño (7 de marzo de 1979)
  - La serrana de la vera (10 de marzo de 1981)
- Animales racionales
  - Nuestros amigos irracionales (23 de mayo de 1973)
- Obra completa 
  - Cuatro encuentros (10 de septiembre de 1971)